# 稗田城

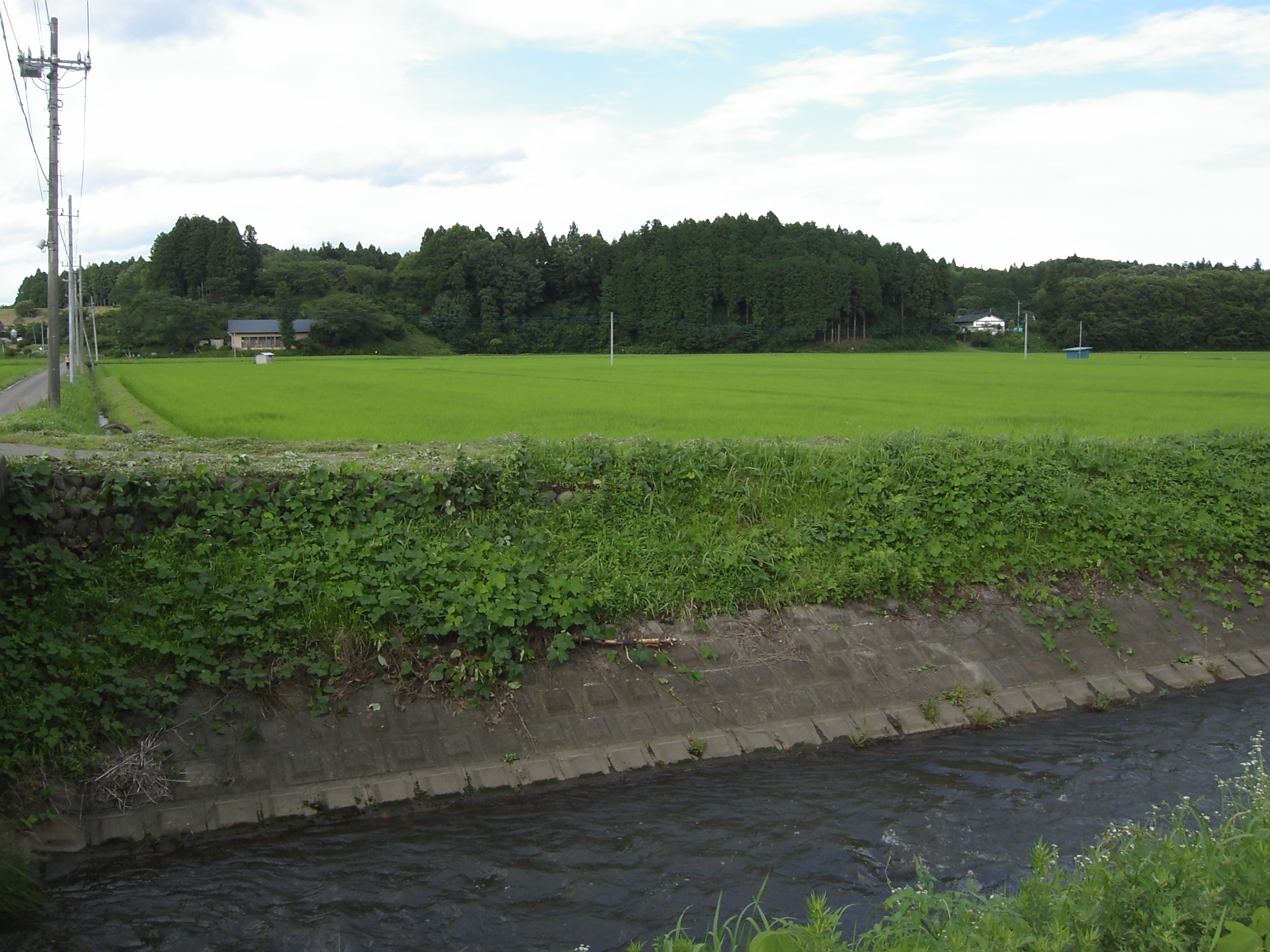
江川西岸より東に稗田城址を望む

稗田城（ひえたじょう）は、栃木県矢板市大字豊田小字寄居にあった日本の城（平山城）。文治3年(1187年)築城。別称として豊田城（豊田館）、寄居城。

## 築城
那須資隆の九男稗田九郎朝隆により、その居城として文治3年(1187年)に築かれる。稗田朝隆が稗田村の領主になったのは9月なので、この頃に城は完成し、城の西200mのところに朝隆が城と共に創建した温泉(ゆぜん)神社の例祭が、昔は旧9月19日に行われていたことから、9月19日に正式に入城したとも考えられているが定かではない。西に流れる江川と湿地帯を天然の要害とした平城で、城の北約2kmのところに兄である沢村満隆が築いた沢村城とともに那須氏の当地の支配の拠点として築かれた城であった。

## 稗田御厨
承久2年(1220年)12月、藤原朝高により、稗田村が権禰宜度会常生に寄進され、貞応元年(1222年)6月、常生は伊勢外宮の御厨（みくりや）としてこれを寄進した。この藤原朝高とは、藤原氏である那須氏を出身とする稗田朝隆とされ、稗田城は、御厨支配の拠点となったと考えられている。しかし、これに対して、下野国衙在庁から異議が出され、貞応2年(1223年)に鎌倉幕府に訴え出たことから、朝廷や幕府を巻き込んでの政争の地となる。寛元元年(1243年)12月16日には、幕府が御厨支配を認めたことで、政治的決着が図られているが、その後も、御厨支配に対する国衙の妨害があり紛争は続き、乾元2年（1303年）3月6日（乾元2年は、8月5日に嘉元元年に改元）の文書を最後に御厨として登場する資料が無いことから、早くて鎌倉末期、遅くても南北朝期には、御厨としての機能が完全に失われたと考えられている。

## 廃城について
廃城の時期については諸説ある。那須氏が上下に分裂するきっかけとなった応永21年（1414年）の沢村城の戦いの頃までは確実に存在していたという見解は一致するが、時の城主である稗田九郎兵衛尉朝信が、沢村資重方につき戦い、討死あるいは資重とともに烏山城に撤退して、そのまま廃城になったとする説もあれば、稗田氏の居城としての時代を終えてからも、城として機能し続け、果ては天正18年（1590年）の那須氏改易まで城は存続したとする説もある。現在は壊滅してしまっているが、明治以降の開発に至るまで残されていた城の北側と東南に残っていた堀跡の遺構から、戦国時代まで城はあった可能性が高いと判断出来るが、具体的な年代までは特定出来ない。

## 城の現在
城の遺構は開発によって完全に破壊され、現在、当地は、完全な水田地帯になってしまっているが、城跡の北約300mのところに、稗田朝隆とその一族の墓が残されている。

## 幻の城
北の沢村城からかなり近い距離にあることから、少数派ながら、城の存在について疑問視する見解もある。特に稗田城の北の沢村城は、塩谷氏と那須氏の勢力争いの最前線であり、何度も攻防奪い合いが行われて、その事績を多く残しているのに対して、稗田城については、沢村城の南方約2kmの近距離にありながら、全く事績が伝わらず、沢村城の攻防に関する文献にも、稗田城に関する記述やそれらしい記述が無いことも、その説を裏付ける根拠として指摘されている。ただ、城が近距離にいくつも築かれることは珍しいことではなく、御厨化という複雑な歴史もあり、何より城郭遺構が当地に確認されているので、この説は、ほとんど支持されていない。しかし、稗田城に関する事績を伝える文献が少ない以上、少数派の意見といえども、全く無視は出来ない見解でもある。

## 別称について
稗田城には、豊田城（豊田館）、寄居城という別称がある。しかし稗田村が豊田村に改名されたのは明治9年(1876年)のことであり、また、字名から寄居城とも呼ばれており、寄居城の名称は地元の人に多く使われているものだが、寄居とは「人々が集まる場所」という意味の字名であり、いずれも後世のものであり通称である。したがって、正式には稗田城である。

## 関連資料
- 矢板市史